# Evangelische Kirche (Welferode)

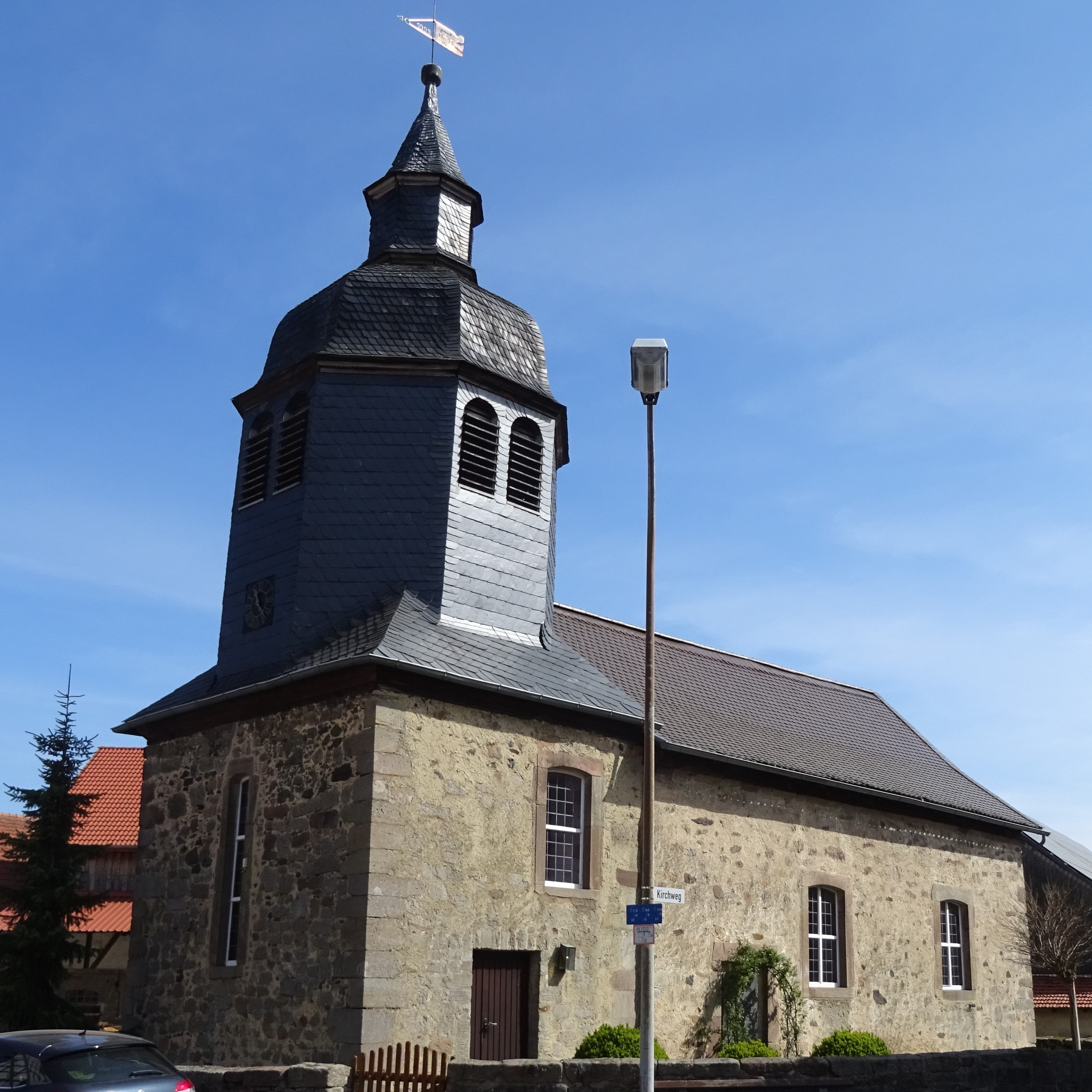
Evangelische Kirche in Welferode

Die Evangelische Kirche Welferode ist ein denkmalgeschütztes Kirchengebäude, das in Welferode steht, einem Stadtteil von Homberg im Schwalm-Eder-Kreis in Hessen. Die Kirchengemeinde gehört zum Kirchenkreis Schwalm-Eder im Sprengel Marburg der Evangelischen Kirche von Kurhessen-Waldeck.

## Beschreibung
Das mittelalterliche Kirchenschiff aus Bruchsteinen wurde 1737–39 erneuert. Auf dem niedrigen Kirchturm im Westen wurde ein schiefergedeckter, achteckiger Aufsatz gesetzt, der den Glockenstuhl beherbergt, in dem zwei Kirchenglocken hängen. Darauf sitzt eine glockenförmige Haube, die von einer Laterne bekrönt ist. Der Altar stammt aus dem Jahr 1739. Die Orgel wurde von Johann Zitzmann 1794–1795 gebaut.